# Айрумский говор
Айрумский говор (азерб. Ayrım şivəsi) — говор азербайджанского языка, входящий в западную группу диалектов, распространён на территории Гёйгёльского, Дашкесанского, Кедабекского, Товузского, Агстафинского и Газахского районов, Азербайджана, а также в рассеянном виде некогда встречался в Армении.
Название говора происходит от имени этнографической группы айрумов, проживающих ныне на западе Азербайджана. В айрумском говоре в большей мере, нежели в других диалектах и говорах, а также в других тюркских языках, представлены древние лексические, фонетические и грамматические реликты, характерные для огузского и кыпчакского языков.

## Ареал
Айрумы населяют западные районы Азербайджана. Компактно живут в местности под названием Айрум чёкеи — Айрумская котловина, в Дашкесанском, Кедабекском, Товузском, Агстафинском, Гёйгёльском и Газахском районах. Также проживали на территории Кельбаджарского района и до конца 1980-х на севере Армении, в Ноемберянском, Иджеванском и Бердском районах. Наряду с газахским, гянджинским и карабахским диалектами айрумский говор входит в западную группу диалектов азербайджанского языка. Наибольшее распространение говор получил в Дашкесанском и Кедабекском районах наряду с шиныхским и мискинлинским говорами, ранее в Кельбаджарском, также наряду с каракоюнлинском и севанским говорами в Иджеванском и Чамбаракском районах Армении.

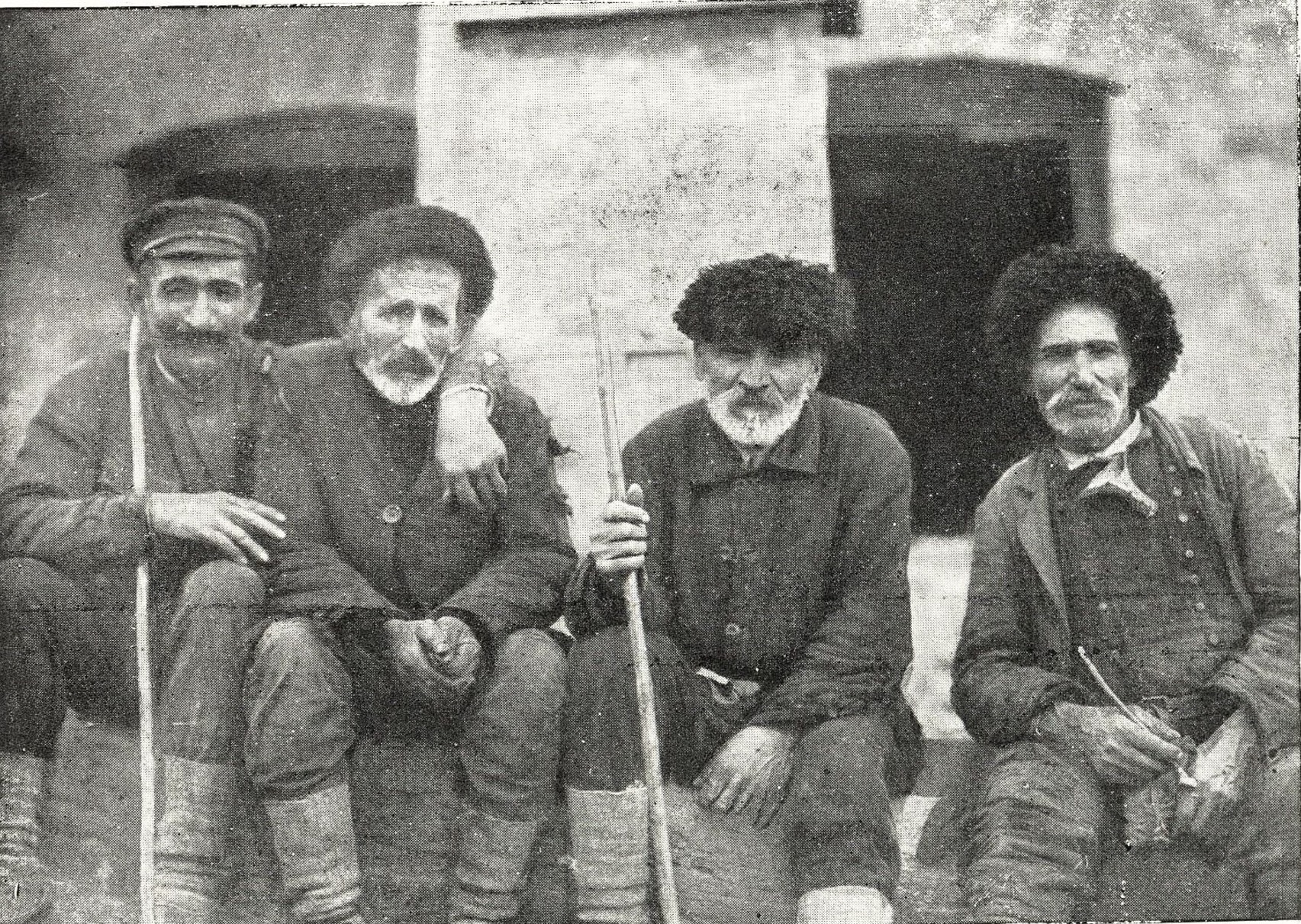
Айрумы, носители айрумского говора, 1927 год

## История
Ещё в 1887 году отмечалось, что «айрумы исповедуют шиитское учение ислама, говорят исключительно на адербиджанском наречии, с особым акцентом».

## История изучения
В 1938—1939 годах А. Бабазаде собирал диалектные материалы по айрумским говорам, которые распространены на территории Армянской, Грузинской и Азербайджанской ССР. Он посетил Дастафюрский, Кельбаджарский, Лачинский и Ханларский районы Азербайджанской ССР, а также Басаркечарский, Дилижанский, Кироваканский, Красносельский районы Армянской ССР. Было выяснено, что айрумы одновременно проживают в Газахском и Кедабекском районах Азербайджанской ССР, Новобаязетском, Ноемберянском и Алавердинском районах Армянской ССР и Борчалинском районе Грузинской ССР. В то же время вышел из печати короткий отчет всего лишь только в две страницы. В 1941 году он выпустил трёхтомную монографию «Айрумский диалект». В 1961 году с 1 по 25 июня была организована экспедиция для сбора диалектных данных в четырнадцать сёл Кедабекского и двенадцать сёл Дашкесанского районов. Впоследствии в 1963 году вышел из печати короткий отчет академика М. Ш. Ширалиева об айрумских говорах Кедабекского и Дашкесанского районов.

## Структура

### Фонетика
В отличие от других диалектов и говоров долгота гласных в айрумском говоре разнообразна в различных условиях. Долгота гласных наблюдается в начале и в середине слов, при выпадении согласного y, например: ayaq > āx (нога), dayaq > dāx (упор, помощь), paya > pā (подпорка), taya > tā (стог), Sayad > Sāt (имя собственное), qaya > qā (скала), dəyə > də̃ (кибитка). Образование долготы гласного a появляется иногда в морфологическом процессе: если склоняемое существительное оканчивается на a, то при выпадении y из суффикса дательного падежа образуется долгое a, например: almaya > almā, qarğaya > qarğā/ğarğā, dolmaya > dolmā, dovqaya > dōğā, kalçaya > qalçā, yaxmaya > yaxmā, yoxlamaya > yoxlamā.
ō. Это удлинение в основном встречается в середине слов, при выпадении y из аффикса —yır настоящего времени, например: toyuq > tōx, soyuq > sōx, yoxlayır > yoxlōr/yoxlōy, tullayır > tullōr/tullōy, yuxulayır > yuxulōr/yuxulōy, yollayır > yollōr/yollōy.
õ. Удлинение образуется выпадением y из суффиксанастоящего времени; в основном встречается в середине слов, например: söyləyir > söylõr/söylõy, gözləyir > gözdõr/qözdõy, ütüləyir > ütülõr/ütülõy.
В нем также наблюдается комбинаторное изменение или замена гласных. Более характерны следующие чередования гласных:
ə>a. Наиболее широко распространённая особенность этого говора, например: kəl > kal (буйвол), qəbir > qavır (могила), xəstə > xasda (больной), qəssab > qassaf (мясник), xəbər > xavar (новость), qiymət > qıymat (цена), ciyər > cıyar (легкие), diqqət > tıqqat (внимание).
a>o. Встречается в словах, перешедших из русского языка; в основном, в середине слова, например: aqronom > aqranom/aqramon (агроном), kolxoz > qalxoz (колхоз), sovet > savet (совет), prokuror > pıraqurol/praqurul (прокурор).
a>ı. Эта особенность встречается в середине или в конце слова, например: yavaş-yavaş > yıvaş-yıvaş (медленно), yavan > yıvan (всухомятку), caynaq > cıynax (коготь), yıxıla-yıxıla > yıxılı-yıxılı (падая), əjdaha > ajdahı (дракон), qaynaq > qıynax (источник).
ö>o. Это явление в основном встречается в первом слоге двухсложных слов, например: tövlə > toyla (конюшня), kömək > komax (помощь), tövbə > tova (покаяние), könül > koŋul (душа), gödək > godax (короткий), sövda > soyda (любовь), nöqsan > noxsan/noxsant (недостаток).
e>o. Встречается во втором слоге двухсложных слов, например: quzey > quzoy/ğuzoğ (север), evdar > oydar (домовитый).
i>u. Наблюдается также в газахском, гянджинском и в различных позиционных условиях в бакинском, губинском и шекинском диалектах, например: siçovul > suço(y)ul/suçoğul (мышь), cilov > culoy/culoğ (узда), şimal > şumal (север), şimşək > şumşat (молния), kilo > kuloy (килограмм), kino > kunoy (кино).
В айрумском говоре, в отличие от литературного языка, хорошо сохранилась губная гармония гласных. В айрумском говоре имеются, в основном, те же согласные, что в литературном языке и в диалектах западной группы. Однако, кроме этих, в айрумском говоре встречаются также некоторые согласные и их варианты, специфичные только для данного диалекта.
ğ. Употребление фонемы ğ в начале слова характерно для айрумского говора, например: ğara, Ğasım, ğar, ğazan, ğız, ğırım и другие. За исключением некоторых говоров сел Газахского, Агдашского, Шемахинского районов, эта особенность не встречается в других диалектах и говорах азербайджанского языка.
ć (d͡z). Переднеязычная звонкая аффриката, редкие случай употребления которой наблюдаются айрумском говоре, например: corab > ćorab (носок), bacı > baćı (сестра), gələcəm > gələćəm (приду), cavan > ćavan (молодой).
ḉ (t͡s). Это тоже характерная фонема для кедабекско-айрумского говора. Она своей артикуляцией отличается от ç в литературном языке. Структурно образуется как ц следующим образом: ḉ (ts) ≈ ц. Эта фонема также часто встречается в начале, середине и в конце слов, например: ḉ(t͡s)ırpı, ḉıŋqı, ḉiḉəx, ḉıra, ḉatı, aḉıx, pıḉax, qoḉax, parḉ/farḉ, qılḉ, puḉ и другие. С определенными изменениями она встречается в некоторых говорах азербайджанского языка.
q. Примерно заднеязычный, взрывной, согласный звук. Несмотря на то, что своей артикуляцией q похож на русский к (колхоз, комсомол), он встречается в диалектных словах говоров. Широко употребляется в начале, середине и в конце слов, например: qüt, qəm, qişi, təqə, uqu, əqə, tiqiş, ḉəqiş/ḉəqiḉ, ḉəqmə, tiqə, təqər, yeqə, təq, tıq, cöq, tuq.
Одной из характерных черт кедабекско-айрумского говора является в некоторых случаях замена одних согласных другими. В этих говорах характерными заменами согласных являются следующие:
| |  |
| Диалектологические карты Азербайджана, показывающие, где в начале слова употребляют b или m, и где g или q |  |

y>ğ. Эта замена является одной из характерных фонетических особенностей айрумского говора, отличающегося от всех изученных диалектов и говоров азербайджанского языка. Эта замена наблюдается в середине слова, например: iğdə (лох), iğnə (игла), düğmə (пуговица), söğüt (Ива), döğüş (бой, битва), meğdan (площадь), dəğirman (мельница).
b>m. Изменение в диалектах происходит при склонении указательного местоимения bu: munun/mının (этого), muna/mına (этому), munda/mında (этого), mundan/myndan (от этого). В айрумском говоре это явление как кыпчакский элементы представлено шире, например: bəniz > məniz (лицо), boyun > moyun (шея), boyunduruq > moyunduruq (воротник), bənövşə > mənöyşə/mənöqşə (фиалка).
g>q. Является одной из специфических фонетических особенностей кедабекско-айрумского говора. Эта замена наблюдается в начале слов, например: qözəl, qün, qüllə, qəlin.
s>z. К числу характерных фонетических особенностей относится также и эта замена. Она употребляется в начале слов, например: zavax/zavah, zancı, zəvət.
ş>ç. Характеризует западную группу: çarşaf > çarçoğ (чадра), qarış > qarıç (пядь), soruş > soruç (спрашивай), sürüş > sürüç (скользи).
f>ğ. Эта замена наблюдается в основном в середине слов, например: şöğtəli, mənöğşə, nöğüt.
ş>s. Встречается только в айрумском и джебраильском говорах в двусложных словах: aşıq > asıx (ашуг), qaşıq > qasıx (ложка), yaxşı > yaxsı (хороший), qonşu > qonsu (сосед), yaşıl > yasıl (зелёный), qış > qıs (зима), qonşu > qoŋsu (сосед).
s>c. Такая замена наблюдается только в начале слова например: sıyıq > cü(u)x, sicim > cicim.
В отличие от некоторых диалектов и говоров азербайджанского языка, в айрумском и других кедабекских говорах наблюдается следующая дифтонгизация:
(o)a. При выпадении согласных v и y, например: duvaq > d(o)ax, boyaq > b(o)ax, qüvvət > q(o)at.
(u)a. При выпадении согласного v в середине слова, например: yuva > v(u)a, yavan > y(u)an, yavaş-yavaş > y(u)aş-y(u)aş.
ə(a). Путем выпадения согласного y в середине слова, например: bayaq > bə(a)x, boyat > bə(a)t, bayatı > bə(a)tı, başayaq > başə(a)x, başlayam > başd(ə)am.
(ö)ə. При выпадении согласных y и v в середине слова, например: nəvə > n(ö)ə, civə > cöə, aladöyən > alad(ö)ən.
ö(o). Путем выпадения согласного y в середине слова, например: toyuq > tö(o)x, soyuq > sö(o)x.
ü(u). При выпадении согласного y в середине слова, например: sıyıq > cü(u)x duyuq > dü(u)x.
Имеется два способа прибавления звуков. 1) В начале слова. Это наблюдается в нижеследующих слова: а) как общая черта разговорной речи выступает протезирование слов, начинающихся с r, то есть прибавляются гласные i, ı, u, например: İrəhim, İrəşit, Irza, urusqat. б) слова, начинающиеся сочетанием звуков st, sq/sk, sb также протезируются, например: isdəkən/istikən, ısdansı/ısdansıya, isbirt/ispirt, ışqaf/işqaf. 2) В середине слова. В словах, начинающихся с сочетаний pr/br, pl/bl, tr или оканчивающихся на xt, rç/rş, rt/rd, vz/bz, vr/yr, km/qm, fs/ys, lm — между звуками в указанных сочетаниях прибавляются i, ı, u, например: pirqədə/pırqədə, bilan/pilan, tıraxdor/tıraxdur, vaxıt (daşmax), məriç (dəşməx)/məriş (dəşməx), pərit (dəşməx), qəsit, marıs, qavıs/qəviz, no(y)us, dəris(dər), təriẋləşməẋ.
Звук y в начале слов употреблялся в древних тюркских письменных памятниках, а также в некоторых современных тюркских языках. Звук y в начале слов, ныне не встречающийся в словах современного азербайджанского языка, употребляемых в древних письменных памятниках и в произведениях классиков того периода, наблюдается в айрумском говоре как исторический остаток звука, например: yuca, yürəẋ, yaloy, yeniş, yulduz.
Прибавление согласных осуществляется следующим путем: a) К началу слова прибавляется h, например: hasa, harava, haçar, hindi, hamba, hasant. б) К середине слов прибавляется y или h, например: heysaf, vəziyfə/vazıyfa, daqeyqa/dəqiyqə, sahat, camahat, cahamat. в) К концу слова добавляется t или n, например: havast, hasant, kın (kin, kun, kün).
Выпадение гласных. Выпадают из слов гласные a, i, ü, например: orda, burda, harda, xazna/xəznə, cərmə, məllim. Выпадение согласных. a) В начале слова выпадают согласные y и h, например: hörük > örüẋ, hörmək > örməẋ, yük > üẋ, yuxarı > uxarı/oxarı, hörümçək > ölümçəẋ/ölümçə. б) Из середины слов выпадают согласные y, v, n, h, f, например: qayçı > qaçı, heykəl > hekal, dovşan > doşan, əvəlik > o(ə)liẋ, hansı > hası, künc > küş/quş, külüng > külüẋ/qülüx, pələng > pələẋ/pələx, şəhər > şə̃r, ehsan > əsən, kəfgir > kökür. в) В середине слова из звукосочетаний xt, st выпадают t(d), например: vax, xoşvax, bədbax, şikəs/şiqəs, dürüs, navax. Прогрессивная ассимиляция:
md>mn. adamdan > adamnan, atamdan > atamnan, camdan > cəmnən, şamdan > şamnan.
nl>nn. zamanlar > zamannar, dərmanlar > dərmannar, canlar > cannar, insanlar > insannar/ınsannar.
tl>td. otlaq > otdax, atlı > atdı, satlıq > satdıx.
sl>sd. hisli > hisdi, hirsli > hirsdi, paslı > pasdı, tərslik > tərisdiẋ.
şl>şd. daşlı > daşdı, başlı > başdı, qaloşlu > qaloşdu, başla > başda, işlə > işdə, dişlə > tişdə, plaşlı > plaşdı.
zl>zd. qızlar > qızdar, qazlar > qazdar, gözlər > gözdər, sözlər > sözdər, izlə > izdə, duzla > duzda.
dl>dd. adlı > addı, dadlı > daddı, südlü > süddü.
Регрессивная ассимиляция:
nm>mm. utanmaz > utammaz, yanmaz > yammaz, qanmaz > qammaz, odlanmaz > oddammaz.
rl>ll. dururlar > durollar, vururlar > vurollar, görürlər > göröllər, bilirlər > bilellər.
ts>ss. satsa > sassa, atsa > assa, qatsa > qassa, tutsa > tussa, getsə > gessə/qessə.
zs>ss. əzsə > əssə, dözsə > dössə, gəzsə > gəssə/qəssə, süzsə > süssə, pozsa > possa, qazsa > ğassa.
ds>ss. dadsız > dassız, adsız > assız, qanadsız > qanassız, savadsız > savassız, dərdsiz > dərssiz.
В фонетике кедабекско-айрумского говора широко наблюдаются характерные черты огузского и некоторые черты кыпчакского племенного языка.

### Морфология

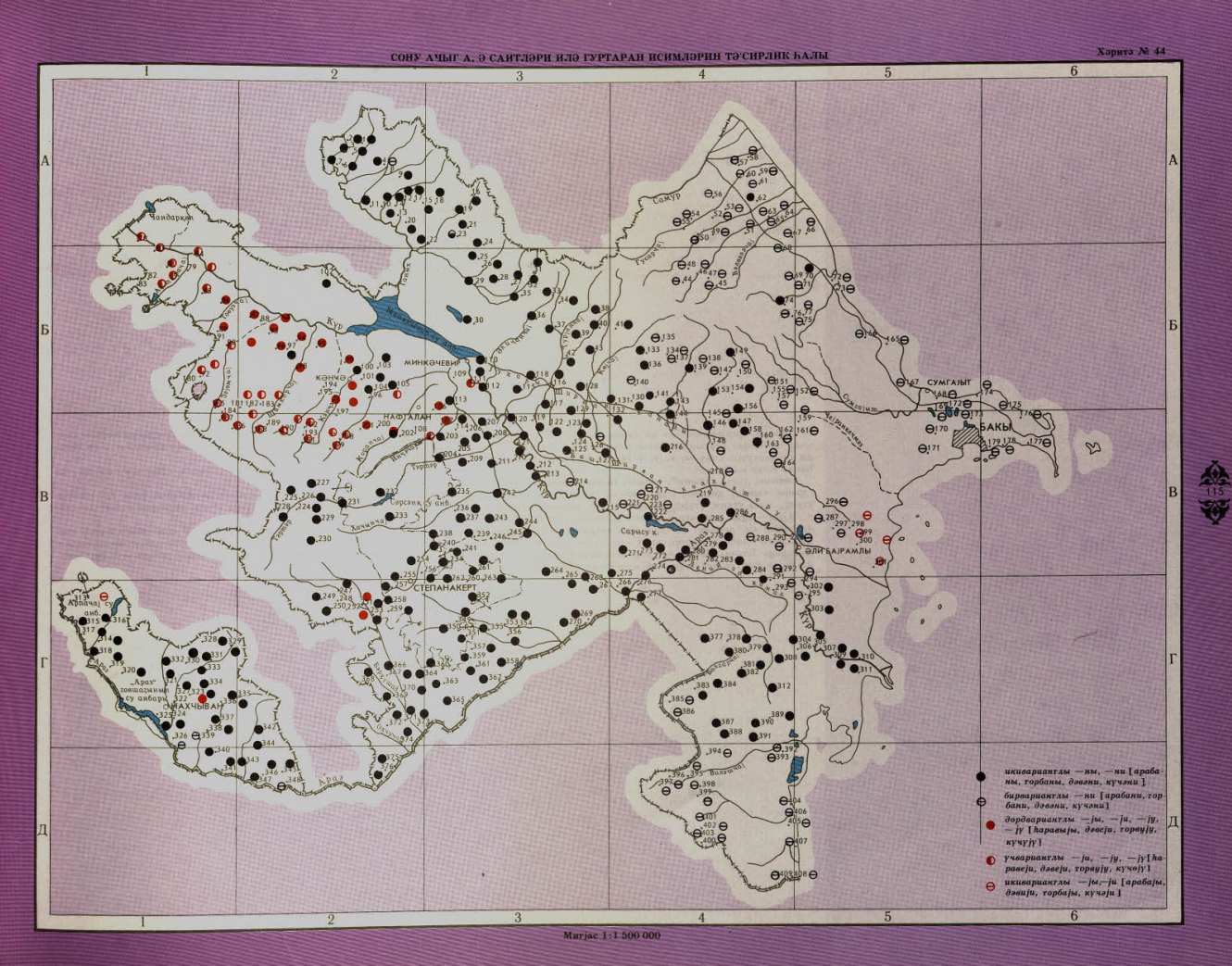
Диалектологическая карта Азербайджана, показывающая, где в конце слов винительного падежа употребляется —nı (—ni, —nu, —nü), а где —yı (—yi, —yu, —yü)

Одной из отличительных черт айрумского говора является употребление падежной категории существительных. Это в основном встречается в следующих падежах:
- а) В притяжательном падеже. В айрумском говоре, если существительное оканчивается на согласный, то принимает —ıŋ (—iŋ, —uŋ, —üŋ) вместо[66][67][68] —ın (—in, —un, —ün) в этом падеже, а если на гласный, то —nıŋ (—niŋ, —nuŋ, —nüŋ), вместо —nın (—nin, —nun, —nün), например: bağın > bağıŋ, dəmirin > dəmiriŋ, odunun > odunuŋ, kömürün > qömürüŋ, babanın > bavanıŋ, qonşunun > qoŋşunuŋ, körpünün > qörpünüŋ. Это явление наблюдается в памятниках древней письменности и в некоторых современных тюркских языках.
- б) В направительном падеже существительные, оканчивающиеся на a и ə в этом падеже принимают долгое a и ə, например: arabaya > haravā, almaya > almā, torbaya > torbā, çəkməyə > çəqmə̃, düyməyə > düğmə̃, iynəyə > iğnə̃. Это специфическая черта кедабекско-айрумского говора.
- в) В винительном падеже. Как и в западных говорах азербайджанского языка, в кедабекско-айрумском говоре существительные, оканчивающиеся на гласные, в этом падеже принимают окончание —yı ( —yi, —yu, —yü) вместо —nı (—ni, —nu, —nü)[69], например: qapıyı, almıyı/almeyı, kərkiyi, qoŋşuyu/qoŋsuyu, taxdıyı/taxdeyı[70].

Существительные в форме второго лица единственного и множественного числа, оканчивающиеся на согласный, принимают —ıŋ (—iŋ, —uŋ, —üŋ); —ıŋız (—iŋiz, —uŋuz, —üŋüz), например: atıŋ, əliŋ, otuŋ, öyüŋ/ögüŋ, atıŋız, öyüŋüz/ögüŋüz. В существительных, оканчивающихся на гласный, употребляется n, и —ŋız (—ŋiz, —ŋuz, —ŋüz). Эта особенность наблюдается в орхоно-енисейских и монголо-киргизских древних памятниках», а также в некоторых современных (каракалпакском, киргизском, горском, ногайском, уйгурском) языках. В айрумском и кедабекских говорах эта специфическая особенность является исторической морфологической чертой. Имеются характерные особенности и в связи с категорией сказуемости:
- a) К характерным особенностям айрумского говора относятся личные окончания первого лица, которые отличают эти говоры от всех других диалектов и говоров азербайджанского языка, то есть, вместо двухвариантных (—am, —əm) окончаний принимают четырехвариантные —ım (—im, —um, —üm), например: qardaşım (я — брат), həkimim/həqimim (я — врач), dosdum (я — друг), köyüm/qöğüm (я — зять)[36][73][74][75][76][77].
- б) В отличие от всех остальных диалектов и говоров азербайджанского языка, в кедабекских говорах во втором лице[72] единственного числа употребляются личные окончания —sın (—siŋ, —suŋ, —sün)/—sıq (—siq, —suq, —süq) вместо —san, —sən, например: adamsıŋ, kişisiŋ/qişisiq, qo(u)msuŋ, gəncsin, qo(u)msuq, qiççixsiq[78][76][79][7][80][81][82].
- в) В форме первого лица множественного числа употребляются аффиксы —ax/—əx и —yax/—yəx вместо —ıq ( —ik, —uq, —ük) и —yıq ( —yik, —yuq, —yük), что является древним элементом из кыпчакского и огузского языков[83], например: qo(u)max (мы родственники), göyəẋ/qöğəx (мы зятья), kəççiyəẋ/qəççiyəx (мы крестьяне), qoŋşuyax (мы соседи), dosdax (мы друзья), yoldaşax (мы товарищи)[68][84].
- г) В кедабекско-айрумском говоре в форме второго лица множественного числа вместо суффиксов —sınız (—siniz, —sunuz, —sünüz) широко употребляются суффиксы —saŋız/—sağız, —səŋiz/—səğiz, которые не наблюдаются в других диалектах, например: atasaŋız (вы отцы), bavasaŋız/bavasağız (вы дедушки), bajısaŋız/bacısağız (вы сестры), lələsəŋiz/lələsəğiz (вы отцы). Употребление в кедабекско-айрумском говоре личных окончаний в форме первого и второго лица множественного числа отличает их не только от говоров шыныхского, но и от остальных диалектов и говоров азербайджанского языка[78][79][85][86][87][88], эта форма также встречается эпосе «Китаби Деле Коркут» и в произведениях азербайджанских классиков[89].

B местоимениях этих говоров отличительные наблюдаются в двух падежах:
- а) В притяжательном падеже; mə̃m/mənin, sə̃ŋ/səniŋ/səniq, onun/onuq, bizim/biziŋ, siziŋ/siziq, ollarıŋ/olarıŋ, olarıq.
- б) В направительном падеже; maŋa/mā/mağa, saŋa/sā/sağa, bizdərə, sizdərə, ollara; формы mağa и sağa употребляются с фонетическими изменениями в гахско-загатальском говоре[85][90], а также в письменных[86] древних памятниках и в современных тюркских языках с фонетическими изменениями[91].

Глаголы, оканчивающиеся на согласные, в повелительном наклонении во втором лице единственного числа в айрумском говоре принимают элементы —ığnan (—iğnən, —uğnan, —üğnən), например: baxığnan, biliğnən, qəliğnən, duruğnan, qörüğnən, söğüğnən, tutuğnan, а глаголы, оканчивающиеся на гласные, принимают элементы —ğınan/—ğnan, —ğinən/—ğnən, например: saxlağınan/saxlağnan, işdəğinən/işdəğnən, tişdəğinən/tişdəğnən. Форма сказуемости наиболее богата специфическими особенностями:
1. В форме первого лица единственного числа повествовательного прошедшего времени в айрумском говоре употребляются четырехвариантные личные окончания —ım (—im, —um, —üm) вместо двухвариантных (—am, —əm), almışım, qalmışım, qəlmişim, qurmuşum, qörmüşüm.
2. В форме второго лица употребляются также четырехвариантные —sıŋ (—siŋ, —suŋ, —süŋ), например: alılfsıŋ, qalıfsıŋ, gəlifsiŋ/qəlifsiŋ, tutufsuŋ, görüfsüŋ/qörüfsüŋ. В некоторых айрумских сёлах (Гярьгяр, Шакарбей и Мусаял) в этой форме употребляются —sıq (—siq, —suq, —süq): qatıfsıq, tiqifsiq, tutufsuq, soqüfsüq).
3. В форме первого лица множественного числа вместо четырехвариантного —ıq, (—ik, —uq, —ük)/—yıq ( —yik, —yuk, —yük) употребляется двухвариантное личное окончание —ax/—əx, например: satmışax, qörmüşəx, töqmüşəx, tiqmişəx.
4. В форме II лица множественного числа употребляется двухвариантное личное окончание —saŋız/—sağız, —səŋiz/—səğiz вместо 4-х вариантного —sınız (—siniz, —sunuz, —sünüz), например: durufsaŋız, tutufsağız, görüfsəŋiz, gəlifsəğiz.
5. В форме категорического прошедшего времени второго лица единственного числа вместо личного окончания n употребляется ŋ, а во множественном числе вместо —nız (—niz, —nuz, —nüz) употребляется —ŋız (—ŋiz, —ŋuz, —ŋüz), например: aldıŋ, getdiŋ, otduŋ, ötdüŋ, aldıŋız, gəldiŋiz, qurduŋuz, öfdüŋüz, töqdüŋüz. В тех же айрумских сёлах Кедабекского района, указанных выше в категорическом прошедшем времени, в отличие от других диалектов и говоров азербайджанского языка, во втором лице единственного числа вместо n употребляется глухое q, который некогда являлся глухим вариантом ğ, например: Sənnənim, bir mağa fiqir veriğnən, elə qin, qəldiq, qördüq, yoxum, dā qözdəməğinən məni (С тобой я, слушай-ка меня, как только пришел, увидел, что меня нет, уже не жди меня).
В настоящее время в айрумском говоре наблюдаются следующие специфические особенности:
- а) В глаголах, оканчивающихся на согласный, в форме первого лица единственного числа употребляется суффикс —eyr, —oyr, —öyr[97][98], а в глаголах, оканчивающихся на гласный, в той же форме, употребляется —yeyr/yēyr, —yoyr/—ōyr, —yöyr/—õyr, например: aleyrım, bileyrim, qöröyrüm, saxlıyeyrım/saxlēyrım, yoxlōyrum/yoxluyoyrum, diŋşēyrim/diŋşireyrim, qözdõyrüm/qözdüyöyrüm[99][100][101][102].
- б) В глаголах, оканчивающихся на согласный, в форме второго лица единственного числа употребляется —ey (—oy, —öy)[103][104], a в глаголах, оканчивающихся на гласный —yey/—ēy (—yoy/—ōy, —yöy/—õy), например: baxeysıŋ, qəleysiŋ, tutoysuŋ, söqöysüŋ, qaleysıq, tiqeysiq, saxlēysıŋ/saxlıyeysıŋ/saxlēysıq, işdēysiŋ/işdēysiq, baxeysıŋ/baxeysıq, qəleysiŋ/qəleysiq, tutoysuŋ/tutoysuq, qöröysüŋ/qöröysüq[94][101].
- в) В третьем лице употребляются суффиксы второго лица. В форме первого лица множественного числа употребляются суффиксы первого лица единственного числа, например: aleyrax, baxeyrax, qəleyrəx, duroyrax, qavlēyrax/qavlıyeyrax, işdēyrəx/işdiyeyrəx[101], tuşdōyrax/tuşduyoyrax, ütülõyrəx/ütülüyöyrəx, gürüyöyrəx[105].
- г) В форме второго лица множественного числа, как и в форме первого лица, употребляются временные суффиксы второго лица единственного числа, например: aleysaŋız/aleysağız, tiqeysəŋiz/tiqeysəğiz, vuroysaŋız/vuroysağız, başdıyeysaŋız/başdēysaŋız, tişdiyeysəŋiz/tişdēysəŋiz, işdiyeysəŋiz/işdēysəŋiz/işdēysəğiz[105].

Форма третьего лица множественного числа совпадает с формой третьего лица единственного числа. Эти временные суффиксы и личные окончания первого и второго лица единственного и множественного числа не наблюдаются в остальных диалектах и говорах азербайджанского языка и относятся к специфическим особенностям айрумского говора. Временные суффиксы и личные окончания, которые принимают глаголы в айрумском и кедабекских говорах, имеют сходство с формами гагаузского языка.
| Лицо   | Айрумский говор    | Айрумский говор       | Гагаузский язык    | Гагаузский язык     |
| ------ | ------------------ | --------------------- | ------------------ | ------------------- |
|        | Единственное число | Множественное число   | Единственное число | Множественное число |
| Первое | qəzeyrim           | qəzeyrəx              | gezerim            | gezeriz             |
| Второе | qəzeysiŋ/qəzeysiq  | qəzeysəŋiz/qəzeysəğiz | gezersin           | gezersiniz          |
| Третье | qəzey              | qəzey                 | gezer              | gezerlər            |

Будущее время в говоре имеет 2 вида: определенное и неопределенное. В определенном будущем употребляются следующие суффиксы:

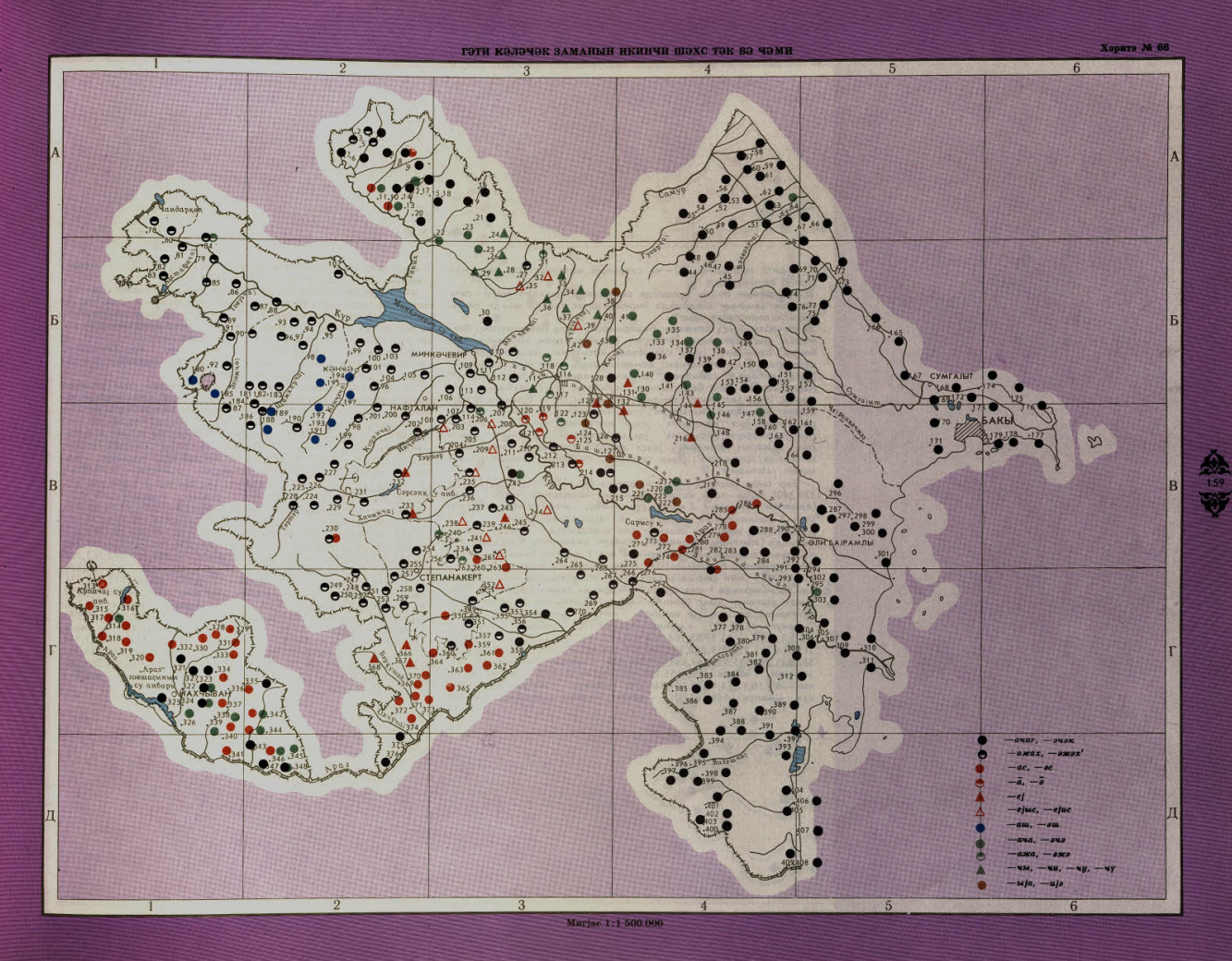
Диалектологическая карта Азербайджана, показывающая, какой суффикс принимает глагол во втором и третьем лицах единственного и множественного числа

1. В айрумском говоре глаголы будущего времени образуются с помощью отличительных и характерных аффиксов. В первом лице единственного и множественного числа —acc/—āc, —əcc/—ə̃c, —c, например: baxaccam, saxlācam, qedəccəm, işdə̃cəm, baxaccıx/baxaccız, qedəccīx/qedəccīz, saxlācız, qərəccīz, biləccīz, siləccīz.
2. Во втором и третьем лицах единственного и множественного числа —accax/—ācax, —əccəx/—ə̃cəx, —cəx, например: alaccaxsıŋ, baxaccaxsıŋ, saxlācaxsıŋ, yoxlācaxsıŋ/yoxlācaxsıq, qörəccəxsiŋ/qörəccəxsiq, töqəccəxsiŋ/töqəccəsiq, iğlə̃cəxsiŋ/iğlə̃cəxsiq, qözdə̃cəxsiŋ/qözdə̃cəxsiq, ataccaxsaŋız/ataccaxsağız, yoxlācaxsaŋız/yoxlācaxsağız, qözdə̃cəxsəŋiz/qözdə̃cəxsəğiz, ataccax, sulācax, yaylācax, başdācax.
Деепричастие в говоре отличается от литературного языка своим произношением, то есть здесь вместо —ıb (—ib, —ub, —üb)/—yıb (—yib, —yub, —yüb) употребляются —ıfnan (—ifnən, —ufnan, —üfnən)/—yıfnan/—ēfnan (—yifnən/—ēfnən, —yufnan/—ōfnan, —yüfnən/—õfnən), например: baxıfnan (поглядев), qəlifnən (придя), durufnan (стоя), qörüfnən (посмотрев), saxlıyıfnan/saxlēfnan (сохра-
нив).
При образовании неопределенно-будущего времени в первом лице единственного и множественного числа глаголы, оканчивающиеся на согласные l, n, r, принимают аффиксы l, n, r, вместо —ar, —ər, например: allam/allım (получу), gəlləm/gəllim (приду), allıx/allax (получим), dinnəm (вымолвлю), dinnix (вымолвим), isinniẋ/isinnəẋ (согреемся), vurram/vurrum (ударю), vurrax (ударим), durrax (постоим). В говорах сёл Исалы, Мутудере и Дюз Расуллу глаголы будущего времени во втором лице единственного и множественного числа образуются при помощи аффиксов —am, —əm. Иногда звук ş в аффиксах —aş, —əş влияет на звук с в личных окончаниях (—san, —sən), например: əkkəşəŋ/əkəşsiŋ (будешь сажать), duraşsaŋ/duraşşaŋ (будешь стоять), tutaşsıŋız/tutşaşıŋız (будешь держать), görəşsiŋiz/görəşşiŋiz (будете видеть). В отличие от литературного языка при образовании деепричастного оборота в этих говорах употребляются следующие элементы: —ğaç/ğacına, —yəç/yəcinə, çatğacına (дойдя до чего-нибудь), gəlyəç/gəlyəcinə (придя куда-нибудь). В отличие от других диалектов и говоров, в айрумском говоре долженствовательное наклонение образуется при помощи признаков желательного наклонения (a, ə) и частицы gərəx/qərəx, например: Nōlur olur damı bīl tikif qutaram gərəẋ (Bo что бы то ни стало я должен построить в этом году дом).
При образовании условного наклонения в айрумских говорах сохраняются почти все аффиксы условного наклонения, которые употребляются в говорах с тем исключением, что в этих говорах во всех лицах единственного и множественного числа употребляется после условного наклонения элемент ğ: dur+sa+ğ+ıdı+m, dur+sa+ğ+ıdı+ŋ, dur+sa+ğ+ıdım, qes+sə+ğ+idi, bax+sa+ğ+ıdı+q, bax+sa+ğ+ıdı+ŋız/bax+sa+ğ+ıdı+ğız, bax+sa+ıdı; в отрицательном аспекте возможности вспомогательный глагол bil заменяется элементом m во всех лицах единственного и множественного числа, например: çəqəmmənim/çəqəmmərim, tiqəmmərsiq/tiqəmmərsiŋ, töqəmməz, qörəmmərəx/qörəmmənix, qörəmməsəğiz/qörəmməsəŋiz.

### Синтаксис
В связи управления наблюдается замена одного падежа другим:
- а) Вместо направительного падежа — именительный падеж, например: O mən <mənə> sarı gəlməẋdən uzaxlaşdı dā <daha> da (Вместо того, чтобы подойти ко мне, он отдалился).
- б) Вместо местного падежа — именительный падеж, например: Qış <qışda> buralar örtülolor qarnan (Зимой здесь все покрыто снегом).
- в) Вместо исходного падежа — направительный падеж, например: Qıymatdı söz söğlənə̃ < söyləyəndən xoşum qəli <gələr> həməvvax (Мне всегда нравятся разумные слова)[110].

Если перед подлежащим стоит количественное определение, то сказуемое принимает суффикс множественного числа, например: Dört qardaş getdilər meşiyə bizim firqədədən (Четверо братьев из нашей бригады пошли в лес). Компоненты словосочетаний третьего типа иногда зависят от стилистического момента, меняются местами, например: Qardaşım mə̃m çox axıllı adamdı hayıf kın, arvadı töküldüm itdimi (Брат мой очень умный человек, жаль, что жена его неряха, неаккуратная). Такая особенность наблюдается и в бакинском диалекте В айрумском говоре словосочетания, которые в первом компоненте выражены местоимением в первом и втором лице множественного числа, не принимают суффиксов принадлежности, например: Biziŋ ḉəqiḉ təzolu siziŋqinnən (Наш молоток новее, чем ваш). Первый компонент словосочетания третьего типа, выраженный местоимением второго лица множественного числа, не принимает аффикса в местном падеже, например: Sizdə öydə bir şey tapa biləjīẋ yimə̃? (Вместо sizin evinizdə yeməyə bir şey tapa biləcəyikmi) (Мы найдем что-нибудь у вас покушать?). Иногда нарушается порядок слов в предложении, как в устной речи:
- а) Сказуемое употребляется после подлежащего, например: Eyzan dədəsinōxşõr o gədə (Этот мальчик похож точно на отца).
- б) Обстоятельство употребляется после сказуемого[110], например: Sən də mi tüşəḉḉəxsin, yola bŭn? (Отправишься ли ты тоже сегодня?)[111].

В конце сказуемого вопросительного предложения употребляются вопросительные частицы mı (mi, mu, mü), например: Dədən, də gəldimi çöldən? (Отец тоже пришел ли с поля?). Такая особенность наблюдается в древнем письменном памятнике «Китаби-Деде Коркут», также в некоторых тюркских языках, в том числе турецком, уйгурском и других языках.

### Лексика

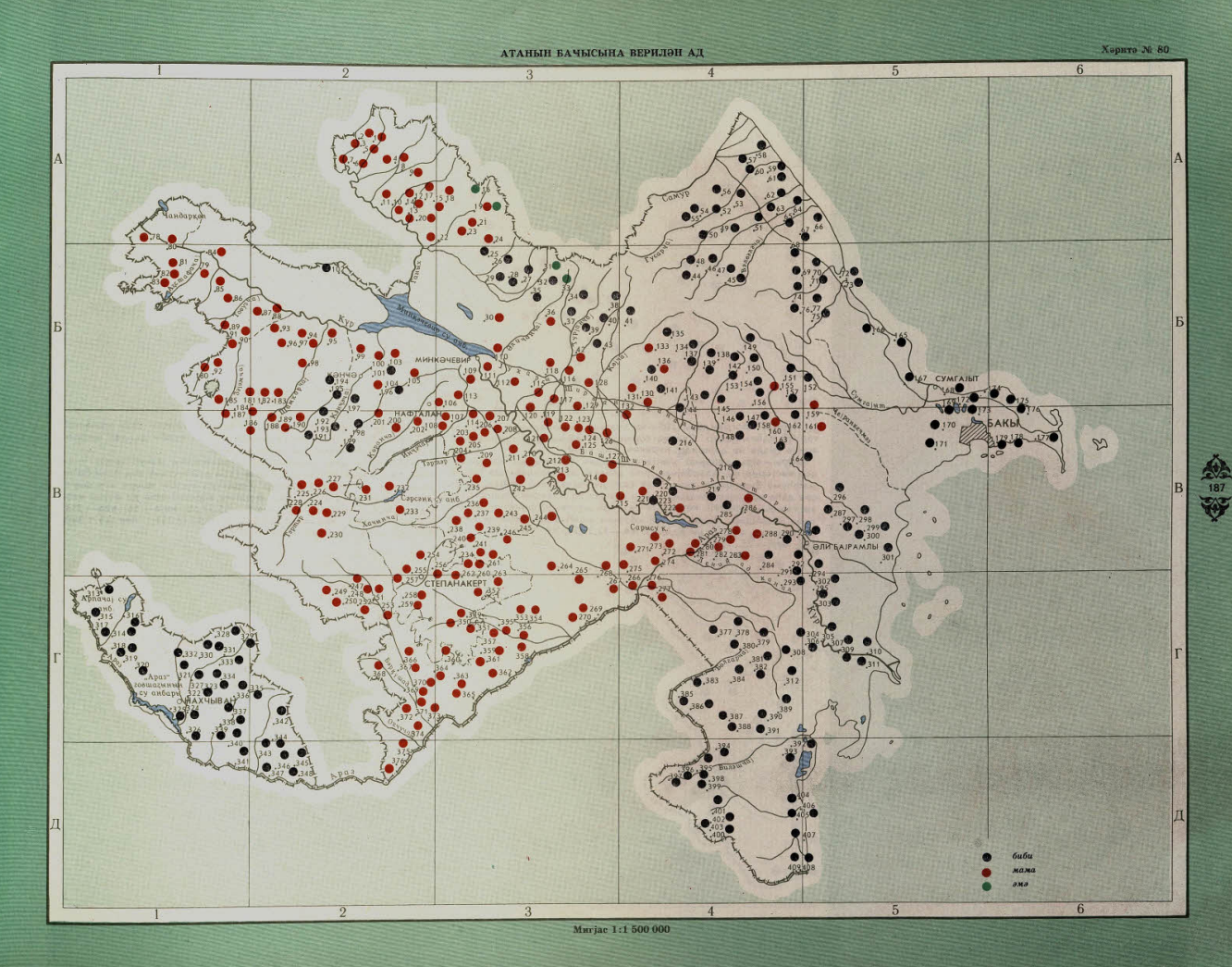
Диалектологическая карта Азербайджана, показывающая, как переводится «тётя» в различных диалектах и говорах

#### Слова терминологического характера
В айрумском говоре имеется лексика, характерная для западной группы говоров, из них термины родства: aba (отец), mama (тётя), lələ/qağa (старший брат). Кроме того, по отдельным селениям имеются топонимические названия (горы, ущелья, холмы, скалы), этнические имена и названия поколений, потомков.

#### Слова неносящие терминологического характера
В айрумском говоре имеются слова, которые не употребляются в литературном языке и в некоторых диалектах и говорах, например: bodur (грубый), qaŋqaz (место без травы), qacır/qəcələ (худой), qılqısdı (слабый), ğort/süğümsüz (противный), lır (врач), siləfcələmməẋ (подхалимничать), tasallamax (от горя, от любви не мочь спать, гореть).
1) Омонимы: göy: 1) зять, 2) скупой, 3) скряга, 4) зелень; tar: 1) определенное место для кур вечером, где они спят, насест, 2) собранный ветром сугроб снега; gül: 1) кожная болезнь, 2) молния, гроза; sucux: 1) сочные (фрукты), 2) невкусный, 3) алчный.
2) Синонимы: basalax/köẋ/soy/tirə/cōğa/cöyğa (род, племя), bərk/bərẋ/qaraçı/qırçı/göy/muzu (скупой), qəzilləməẋ/öğütdəməẋ/öyütdəməẋ/toylamax (обмануть), dambat/dəmbərçəẋ/kəllədar/təkəfır/çərtəmbel (фасонный).
3) Антонимы: ğort (противный) — qənirsiz (прекрасный), şıpoy/yomsa/düdəmə/xıra/xırça (низкий) — zorzanax/caydax/leyləẋ (высокий), pampax/pəntoy/pəptoy (неловкий) — cırı (боевой).

#### Иноязычные слова
Слова, перешедшие из арабского и персидского языков. Они делятся по своему значению на две группы:
- а) Слова, сохраняющие свое значение, употребляются с фонетическими изменениями, например: müdəm (араб. مدم‎) — всегда, barxana (домашняя утварь) от персидских слов bar (перс. بار‎) и xanə (перс. خانه‎).
- б) Слова, употребляемые в новом значении, с фонетическим изменением, например: isrifçi (перс. اسرف‎) экономный, употребляется в литературном языке в форме israf (личный расход); peyvax (всегда) от слова bivəqt (перс. بیوقت‎)[113].

#### Архаизмы
В этих говорах употребляются следующие архаизмы: saqqar (белое пятно на лбу). В том же значении это слово употреблялось в эпосе «Китаби Деде Коркут», а также оно наблюдается в туркменском языке и газыраспских говорах узбекского языка. Soy (племя, род) также употребляется с фонетическими изменениями в других диалектах и говорах и в родственных языках. Sayramax/sayrımax (петь о птицах), это слово также можно наблюдать в произведениях классиков и в родственных языках.

## Примеры
| Сказка на айрумском говоре | На литературном языке | Аудиоверсия |
| --- | --- | ----------- |
| Gəvə hancarı toxunor Qavaxca yunu yõrdüm. Soŋra daraxda narınca piltə çəkerdim. Onu cəhrə qoşuf əyīrerdim. Qavaxca gəvənin ilməsini əyirif əldən çıxarderdım. İlmeyi bir az boş çəkersəŋ, onnan soŋra arğacı əyirerdim. Arğac ilmədən bərk çəkiler. Soŋra onu üşələ̃səŋ. Axırda ərişiəyirērsəŋ. Ərişi lap bərk çəkērsəŋ kin, darğıda dursun. Özünü də möykəm üşəlērsəŋ, qutarannan soŋra hamsını genə bir qat yõrdüm. Yayda yığıb saxladığım otdarnan, çiçəẋlərnən ilmeyi bir də arğacı boayerdım. Əmbə ərişi boamersaŋ, boayannan soŋra çöhməsin deyin, inəyin əmcəyinnən çıxan süd təkin ala ilıjax suynan yördüm. Soŋra hananın yannarını kişilər basırēr. Oxları ona keçirerlər. Biz də xaneyi qurōrdux. Ə̃ğ oxuna çıvıx bağlērsaŋ. Bir arvat hananın başını qōr, biri də əğını. Əğını qoən arvat ipi bir dəfə çıvıxa dolor, başda durana verēr. Başda duran arvat bu ipi oxun o biri üzünə aşırēr. Soŋra əğı qoən arvat genə ipi çıbığa doluyuf başını qoəna verer. Xaneyi yaxşı qurmax ə̃ğı qoən arvatdan asılıdı. O gərəẋ ərişdərin arasını bir çualdız iynəsinin ıldızı endə qoysun. Soŋra xaneyı güjülõrsəŋ. Yannarın ortasına biləẋ canda bir ağaş bağlērsaŋ. Buna gülü ağacı dēllər. Əliŋə bir yumax yaxşı eşilmiş üş qat ip alēsaŋ. Ərişin birni qoyuf, birni həmən ifnən güjü ağacına bağlērsaŋ, yəni güjlõrsəŋ. Güjülənən ipə erkəẋ dēllər, o birinə çişi. Güjüdən oxları erkəynən çişi ərişin arasına varangələn deyilən qarğı keçirērsən. Toxuyanda varangələni bir dəfə güjü ağacının yanna endirērsəŋ. O sahatca erkəẋ ərişnən çişi əriş aralanēr, ağacı arasınnan keçērsəŋ. Kirkitnən ağacı yatırıf soŋra həveynən həvəlērsəŋ. Bu dəfə varangəlin oxları əlērsəŋ. Ərişi əlnən basıf aralērsəŋ, bu dəfə çişi üstə çıxer, ağacı arasınnan keçə̃rsəŋ. Genə kirkiddērsəŋ, həvəlēsəŋ. Bu dəfə arğaşnan cımbır deyilən üş qat bir if keçērsəŋ kin, həvələndə arğaş qırılmasın. Soŋra bir çin ilmə dolduruf genə arğaş keçērsəŋ. Gəvə̃ yelən, bir də göl salerıx qutaranda kəseriẋ. | Xalça necə toxunur Qabaqca yunu yoğurdum. Sonra daraqda narınca piltə çəkirdim. Onu cəhrə qoşub əyirirdim. Qabaqca xalçanın ilməsini əyirib əldən çıxardırdım. İlməni bir az boş çəkirsən, onnan sonra arğacı əyirirdim. Arğac ilmədən bərk çəkilir. Sonra onu burursan. Axırda ərişləyirsən. Ərişi lap bərk çəkirsən ki, darğıda dursun. Özünü də möhkəm üşələyirsən, qutarannan sonra hamısını yebə bir qat yoğurdum. Yayda yığıb saxladığım otlarnan, çiçəklərnən ilməni bir də arğacı boyayırdım. Amma ərişi boyamırsan, boyayannan sonra çökməsin deyin, inəyin əmcəyindən çıxan süd təkin ala ilıq suynan yoğurdum. Sonra hananın yanlarını kişilər basırır. Oxları ona keçirirlər. Biz də hananı qururduq. Ayaq oxuna çubuq bağlayırsan. Bir qadın hananın başını qoyur, biri də ayağını. Ayağını qoyan qadın ipi bir dəfə çubuğa dolur, başda durana verir. Başda duran qadın bu ipi oxun o biri üzünə aşırır. Sonra ayağı qoyan qadın yenə ipi çubuğa dolayıb başını qoyana verer. Hananı yaxşı qurmaq ayağı qoyan qadından asılıdır. O gərək ərişlərin arasını bir çuvaldız iynəsinin ulduzu endə qoysun. Sonra hananı gücləyirsən. Yanlarınl ortasına bilək canda bir ağac bağlayırsan. Buna gülü ağacı deyirlər. Əlinə bir yumaq yaxşı eşilmiş üç qat ip alırsan. Ərişin birini qoyub, birini həmən ipnən gücü ağacına bağlayırdan, yəni gücləyirsən. Gücülənən ipə erkək deyirlər, o birinə dişi. Gücüdən oxları erkəknən dişi ərişin arasına varangələn deyilən qarğı keçirirsən. Toxuyanda varangələni bir dəfə gücü ağacının yanına endirirsən. O onda erkək ərişnən dişi əriş aralanır, ağacı arasınnan keçirirsən. Kirkitnən ağacı yatırıb sonra həvəynən həvələyirsən. Bu dəfə varangəlin oxları əyləyirsən. Ərişi əlnən basıb aralayırsan, bu dəfə dişu üstə çıxır, ağacı arasınnan keçirirsən. Yenə kirkidirsən, həvələyirsən. Bu dəfə arğacnan cımbır deyilən üç qat bir ip keçirirsən ki, həvələyəndə arğac qırılmasın. Sonra bir çin ilmə doldurub yenə arğac keçirirsən. Xalçaya yelən, bir də göl salırıq qurtaranda kəsirik. |             |

### Книги

#### На русском
- Ширалиев М. Диалекты и говоры азербайджанского языка. — Баку: Элм, 1983. — С. 197.

#### На азербайджанском
- Һүсейнов А. Азәрбайҹан диалектолоҝиясы (азерб.). — Баку: В. И. Ленин адына АПИ-нин нәшрийяты, 1958. — С. 128.
- Məmmədli M. Ə. Azərbaycan dialektologiyası (азерб.) / Elmi redaktor: Məmmədəli Qıpçaq. — Bakı: Zərdabi Nəşr, 2019. — 352 с.
- Bayramov İ. M. Azərbaycan dialektologiyası / Mahirə Hüseynova. — Ankara: İksad, 2022. — 452 с. — ISBN 978-625-8377-30-9.

### Диссертации

#### На русском
- Садыхов Б. П. Кедабекские говоры азербайджанского языка. Канд. дисс. — Баку, 1964. — 29 с.

### Статьи

#### На русском
- Садыхов С. Б. Характерные фонетические и морфологические особенности кедабекских говоров // Вопросы диалектологии тюркских языков. — Б, 1963. — Т. III. — С. 214—221.
- Садыхов С. Б. О некоторых кыпчакских элементах в айрумском говоре азербайджанского языка // Вопросы диалектологии тюркских языков. — Б, 1966. — Т. IV. — С. 177—181.
- Садыхов С. Б. Об одном древнем аффиксе родительного падежа в айрумском говоре азербайджанского языка // Советская тюркология. — Б, 1974. — № 4. — С. 94—96.
- Садыхов С. Б. Об употреблении некоторых аффиксов в айрумском говоре азербайджанского языка // Советская тюркология. — Б, 1981. — № 5. — С. 63—66.